# Дорожный затор

Дорожный знак «Затор»

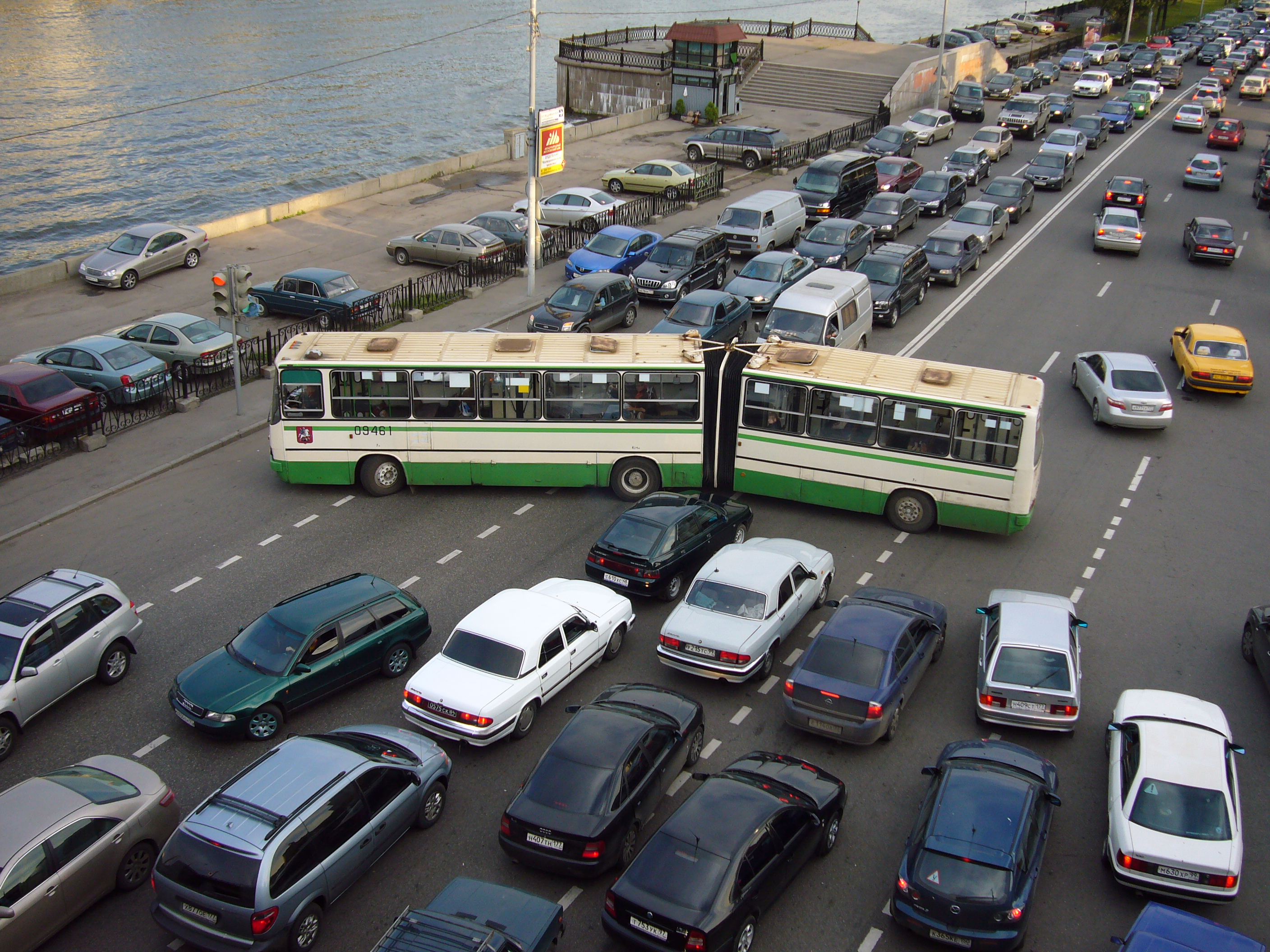
Плохо организованное дорожное движение также является причиной пробок. Москва, 2007

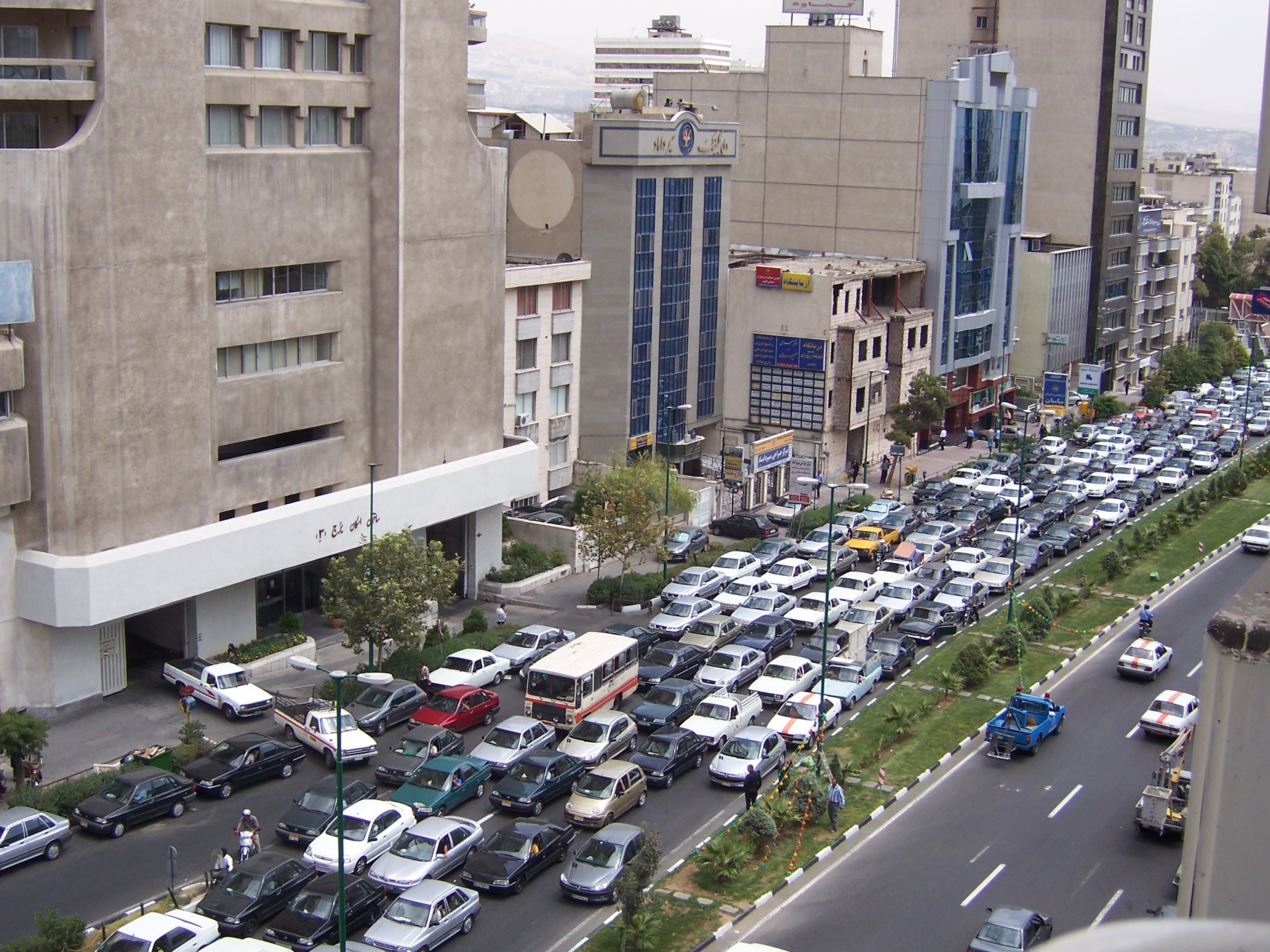
Тегеран

Доро́жный зато́р, или автомоби́льная про́бка — скопление на дороге транспортных средств, движущихся со средней скоростью, значительно меньшей, чем нормальная скорость для данного участка дороги.
При образовании затора значительно снижается пропускная способность участка дороги. Если прибывающий поток транспорта превышает пропускную способность участка дороги, затор растёт лавинообразно.

## Определение в российском праве
Действующие в России Правила дорожного движения не содержат прямого определения понятий «затор» и «пробка». Косвенно п. 13.2 указывает на один из признаков затора при проезде перекрёстка, — ситуацию, когда водитель вынужден остановиться на перекрёстке, «создав препятствие для движения транспортных средств в поперечном направлении». Во избежание создания пробки-«ёлочки» для всех направлений движения выезд на перекрёсток в такой обстановке запрещён, независимо от сигналов светофора.
С 1 января 2006 года в России введён предупреждающий дорожный знак «Затор», предназначенный для временного размещения перед развилками, на которых водители могут выбирать направление объезда.

## Причины заторов
Причиной заторов является повышение плотности потока автомобилей в результате поступления потока машин, превышающего их пропускную способность из-за увеличения потока или снижения пропускной способности дороги.
Увеличение притока машин может быть вызвано:
- Массовыми сезонными миграциями населения к местам отдыха и обратно.
- Ежедневными поездками на работу и обратно на личном автотранспорте.
- Появление потока машин в объезд места перекрытия дорог для проезда кортежей или для проведения массовых мероприятий без своевременного предупреждения населения.

Все эти факторы имеют случайный характер по времени появления и интенсивности. Причины сокращения пропускной способности делятся на постоянные и случайные.
Постоянные причины снижения пропускной способности:
- Неправильная конструкция дороги:
  - наличие резких сужений, вызывающих появление нерегулируемых пересечений траекторий с низкой пропускной способностью;
  - наличие изломов дороги, вынуждающих водителей снижать скорость для совершения манёвра;
  - отсутствие дополнительных полос разгона и торможения транспортных средств, совершающих повороты и въезд на дорогу;
  - Наличие нерегулируемых перекрёстков, въездов и пешеходных переходов;
- Наличие перекрестков с круговым движением, являющихся нерегулируемыми перекрестками для потоков автомобилей;
- Стоянки и остановки автомобилей на проезжей части вне специальных карманов;
- Наличие светофоров с большим количеством фаз работы и малой длительностью фаз;
- Несогласованность работы светофоров, приводящая к остановкам транспорта на всех перекрестках;
- Человеческий фактор (ошибки водителей)

Постоянные причины могут быть устранены реконструкцией дороги и изменением организации движения
на дороге.
Случайные факторы, вызывающие снижение пропускной способности:
- Нарушения правил перестроения и движение с малой скоростью в левых полосах дороги;
- Перестроения через несколько полос движения; повороты из полос, предназначенных для движения прямо;
- Перекрытие проезда для чиновников;
- Дорожно-транспортные происшествия;
- Неблагоприятные условия для движения, принуждающие водителей снижать скорость:
  - Погодные условия (туман, дождь, град, снег, гололёд)
  - Проблемы техногенного характера (например, задымление в результате пожаров)
- Ремонт или уборка дороги в часы пик;
- Раббернекинг;
- Резонансные события, нарушающие движение других видов транспорта.

Следует также отметить факторы, усугубляющие уже образовавшийся затор и препятствующие его разрешению:
- Выезд на перекрёсток, за которым уже образовался затор, что приводит к распространению затора на пересекающую дорогу.
- Попытки объезда затора отдельными участниками движения по полосам, не предназначенным для движения в данном направлении, а также обочинам, тротуарам и выделенным трамвайным путям, что приводит к затору в месте их возвращения на правильную полосу движения;

Влияние случайных факторов при определенных профилактических мерах может быть существенно снижено.
Случайный фактор, вызвавший затор, обычно быстро исчезает, а сам затор быстро не рассосётся. И тогда по потоку автомобилей движется в обратную сторону «волна уплотнения», которую иногда называют джемитоном.

## Негативные последствия заторов
- Резкое снижение пропускной способности дороги.
- Нарушение работы экстренных и оперативных служб.
- Общее увеличение времени в пути, приносящее экономический ущерб из-за потери времени, опозданий;
- Непредсказуемость времени в пути;
- Увеличение расхода топлива, выброса вредных веществ;
- Увеличение износа автомобилей;
- Увеличение шума;
- Стресс водителей и пассажиров;
- Увеличение аварийности.

## Предотвращение заторов
Меры предотвращения заторов можно свести к следующим категориям: увеличение пропускной способности, регулирование доступа к дорогам, и предотвращению ситуаций, приводящих к возникновению и развитию заторов. Не все меры предотвращения заторов подходят для любых ситуаций: те или иные меры в некоторых случаях могут быть не только неэффективны, но и давать противоположный эффект.

### Увеличение пропускной способности дорог
- Налаживание работы общественного транспорта, в особенности внеуличного. Общественный транспорт имеет бо́льшую провозную способность, чем личный. Но для того, чтобы жители чаще пользовались общественным транспортом, необходимо обеспечить достаточное удобство пользования, включая комфортные условия поездки, оптимальное расписание, достаточную скорость движения и стабильность работы;
- Усовершенствование перекрёстков:
  - Отдельные полосы движения для транспорта, имеющего большую эффективность перевозки:
    - общественного транспорта
    - автомобилей с несколькими пассажирами (например, использующих метод совместных поездок на работу, carpool),
    - мотоциклов, мотороллеров и велосипедов;

  - Полосы с переменным направлением (реверсивное движение), которые в часы большой нагрузки могут «расширять» дорогу. Направление движения регулируется световыми сигналами или механическими ограждениями.
  - уменьшение количества перекрёстков (примыканий):
    - дополнительные полосы движения на дороге для разгонов и замедления движения машин, поступающих или сворачивающих на примыкающие дороги,
    - на многоуровневых развязках при отсутствии возможности оборудовать полосы разгона и перестроений конструктивно отделить полосы для съездов от полос для движения прямо и оборудовать светофоры на полосах съездов, устранив образование нерегулируемых перекрестков и очередей.
    - локальные дороги должны примыкать к шоссе и далее уходить к определённому объекту;

  - многоуровневые развязки с полосами торможения и разгона на всех съездах;
- Правильная настройка светофоров, централизованное управление движением;
- Использование свободного пространства между машинами или сбоку от них для движения на велосипеде или мотоцикле. Так как для двухколёсного транспорта требуется значительно меньшая ширина на дороге, такой метод может создать дополнительные «виртуальные» полосы движения. Недостатки: в российских условиях сезон езды на мотоциклах короткий; на велосипеде же возможно передвигаться зимой, но при условии чистой правой части дороги.
- Расширение дорог — создание новых полос и новых направлений. Это классический способ борьбы с заторами, однако он сопряжён с большими затратами на строительство, и в большинстве случаев неэффективен (согласно постулату Льюиса-Могриджа), а при определённых условиях он может дать прямо противоположный результат за счёт необходимости для некоторых транспортных средств более частых перестроений. Кроме того, на широкой дороге более опасны локальные сужения (см. Бутылочное горло), и требуется большая длительность красного сигнала светофора.

### Регулирование доступа к дорогам
Ограничение доступа к дороге — обратный способ, призванный пересадить часть водителей на другие виды транспорта.
- Регулирование поступления автомобилей с прилегающих дорог на магистральные при помощи светофоров.
- Ограничение стоянки позволяет уменьшить привлекательность личного транспорта. К тому же даже поставленные с интервалом 200 м автомобили делают полосу недоступной для движения, поэтому запрет на стоянку по краю проезжей части может серьёзно разгрузить улицу. Важно при этом обеспечить альтернативу: достаточное количество парковочных мест в жилых районах, у предприятий и у остановок магистрального общественного транспорта (метро, скоростной трамвай и т. д.).
- Взимание дорожной платы. Может применяться в ограниченные часы или к отдельным категориям автомобилей.
  - «Квоты на вождение» — выдача ограниченного количества лицензий на вождение автомобиля в стране, автомобили без таких лицензий не могут использоваться вообще. При таком способе гарантируется, что их количество не превысит расчётной ёмкости дорог, но цена таких лицензий возрастает с ростом спроса, что делает ограничение социально неприемлемым..
  - «Городские квоты» — продажа определённого количества лицензий на въезд в город. Проверка лицензий осуществляется на контрольных постах или просто в виде точечных проверок на городских улицах.
  - Также, возможно установление платного въезда в отдельные районы города, например, в центр. Это практикуется в Лондоне.
- Ограничение въезда — запрещают движение определённых типов машин в определённые часы или в определённом районе.
  - Зачастую помогает запрет на проезд транзитных грузовиков. Требует создания объездных дорог для транзитного транспорта.
  - Многие города мира ограничивают движение в зависимости от дня недели, а для контроля используют несколько типов номерных знаков. Такая система используется, например, в Афинах, Мехико и Сан-Паулу. Слабое место такой схемы заключается в том, что более обеспеченные граждане в состоянии купить несколько автомобилей с разными номерами и тем самым обойти ограничение.

К ограничениям доступа следует подходить с соответствующей осторожностью: введение слишком строгих запретов нередко приводит к тому, что становится сложно следить за их соблюдением, и к тому же даёт почву для злоупотреблений.

### Другие методы
- Введение одностороннего движения. По двум параллельным улицам организуют одностороннее движение в разные стороны. Эта мера помогает в старых районах с узкими улицами. Иногда движение в одну сторону организуется по магистральной улице, а в другую — по второстепенной. На магистральных улицах полосы встречного движения разделяют барьером. Одностороннее движение повышает скорость; при организации одностороннего движения по двум параллельным улицам часто удаётся выиграть по две полосы в каждую сторону (одну — за счёт более компактного расположения полос; вторую — за счёт запрета стоянки на одной стороне). Недостаток: доступ к кварталам, близким к односторонним улицам, оказывается затруднён.
- Смещённое время работы. Время работы некоторых организаций может быть спланировано таким образом, чтобы их сотрудники могли добираться к месту работы в часы более спокойного движения. Также распространено смещение времени работы школ и университетов. Такой способ позволяет избежать резких колебаний потоков транспортных средств. Недостаток: если работник поздно освобождается, вечер оказывается недоступным для встреч и общения. Впрочем, торговые и развлекательные центры часто, понимая эту проблему, работают до поздней ночи.
- Пропаганда более аккуратного поведения на дороге. Частые перестроения из одной полосы в другую и движение впритык к другим машинам уменьшает пропускную способность дороги и увеличивает вероятность не только заторов, но и аварий. Некоторые страны размещают соответствующие предупреждения на дорогах или даже применяют санкции к водителям за неаккуратное вождение.
- Развитие велосипедного транспорта, предназначенного не просто для отдыха, а служащего заменой автотранспорта. Для этого эффективны создание велостоянок, полос движения велосипедов, проведение кампаний в СМИ и субсидии. Например, в Голландии все эти усилия привели к значительному результату: около 1/3 всех работников страны добирается до места на велосипедах.
- Ограждение мест аварии, чтобы предотвратить скопление любопытных водителей и предотвратить вызванные ими новые аварии;
- Оптимизация скоростного режима — иногда снижение максимальной разрешённой скорости помогает увеличить пропускную способность дороги за счёт уменьшения дистанции между автомобилями, а также за счёт снижения аварийности. Важно при этом не занизить скорость, чтобы пропускная способность не пострадала от её уменьшения. Такая мера практикуется, например, на кольцевой лондонской дороге M25.
- Облегчение метода park-and-ride («перехватывающие парковки»): жители пригородов и спальных районов оставляют свои машины на так называемых перехватывающих парковках за пределами города или у станций метро и дальше добираются городским транспортом, специальным челночным автобусом или вместе с коллегой на его машине (carpool). Недостаток: такие поездки необходимо организовывать заранее, к тому же у одного из участников карпула дела могут измениться в последний момент. Не решается проблема пробок на подъездных дорогах.
- Разумное проектирование городских районов, уменьшающее необходимость в центральных артериальных улицах или предусматривающее возможность добраться пешком. Метод размещения городских кварталов в виде сети, а не в виде древовидной структуры получил название fused grid. Недостаток: движение на метро — общественном транспорте с самой высокой пропускной способностью — всё равно будет проходить через центральные станции (а значит, центр будет наиболее привлекательным районом для универмагов и учреждений);
- Выделение отдельных полос для общественного транспорта. Например, отдельная полоса движения для автобусов и такси широко применяется во многих европейских и американских городах;
- Своевременное оповещение граждан о возможных препятствиях на дороге: перекрытии дорог, ремонтных работах, авариях и существующих заторах. Однако при отсутствии достаточного количества альтернативных направлений движения возможно распространение затора на другие улицы;
- Применение компьютерных моделей дорог и автоматизированного управления движением с помощью этих моделей;
- Использование в автомобиле GPS-навигаторов с функцией обновления дорожной ситуации, например, Waze.